# Ensalada de pollo
La ensalada de pollo es cualquier ensalada que tenga pollo como ingrediente principal. Otros ingredientes comunes incluyen mayonesa, huevo cocido, apio, cebolla, pimiento morrón, pepinillos (o relish) y una variedad de mostazas.

## Descripción
En Canadá y Estados Unidos, «ensalada de pollo» se refiere a cualquier ensalada con pollo o a una ensalada mixta específica que consiste principalmente en carne de pollo picada y un aglutinante, como mayonesa, aderezo para ensaladas o queso crema. Al igual que la ensalada de atún y la ensalada de huevo, se puede servir encima de lechuga, tomate, aguacate o alguna combinación de estos. También se puede utilizar para sándwiches. Por lo general, se elabora con sobras de pollo cocido o enlatado. También puede ser una ensalada con pollo frito, a la parrilla o asado (generalmente cortado o cortado en cubitos) encima.
En Europa y Asia, la ensalada se puede complementar con cualquier cantidad de aderezos o sin aderezo, y los componentes de la ensalada pueden variar desde hojas y verduras tradicionales hasta pastas, cuscús, fideos o arroz.
Las primeras recetas de ensalada de pollo estadounidenses se pueden encontrar en libros de cocina sureños del siglo XIX, incluidos The Carolina Housewife: Or, House and Home (1847) de Sarah Rutledge y What Mrs. Fisher Knows About Old Southern Cooking (1881) de Abby Fisher. Rutledge detalla una receta para «una ensalada para comer con embutidos o aves» que explica cómo hacer mayonesa desde cero, antes de agregarla a embutidos (pollo y mariscos).

A SALAD TO BE EATEN WITH COLD MEAT OR FOWL.

The yolk of a raw egg, a tea-spoonful of made mustard, (it is better if mixed the day before,) half a tea-spoonful of salt. The mustard and salt to be rubbed together; then add the egg. Pour on very slowly the sweet oil, rubbing hard all the time, till as much is made as is wanted. Then add a table-spoonful of vinegar. When these ingredients are mixed, they should look perfectly smooth. If it curdles, add a little more mustard, or a little vinegar. With shrimps or oysters, a little red pepper rubbed in, is an improvement.
ENSALADA PARA COMER CON CARNE FRÍA O AVES.

La yema de un huevo crudo, una cucharadita de mostaza hecha (mejor si se mezcla el día anterior), media cucharadita de sal. Se frotan la mostaza y la sal; luego agrega el huevo. Vierta muy lentamente el aceite dulce, frotando con fuerza todo el tiempo, hasta obtener la cantidad deseada. Luego agregue una cucharada de vinagre. Cuando estos ingredientes se mezclan, deben verse perfectamente suaves. Si cuaja añadimos un poco más de mostaza, o un poco de vinagre. Con gambas u ostras, un poco de pimiento rojo es una mejora.
Sarah Rutledge, The Carolina Housewife: Or, House and Home (1847)

Abby Fisher describe de manera similar cómo preparar mayonesa casera, antes de agregarla al pollo y apio blanco.
Una de las primeras formas estadounidenses de ensalada de pollo fue servida por Town Meats en Wakefield, Rhode Island, en 1863. El propietario original, Liam Gray, mezcló las sobras de pollo con mayonesa, estragón y uvas. Este producto se volvió tan popular que el mercado de la carne se convirtió en una tienda de delicatessen.

## Por país

### Estados Unidos

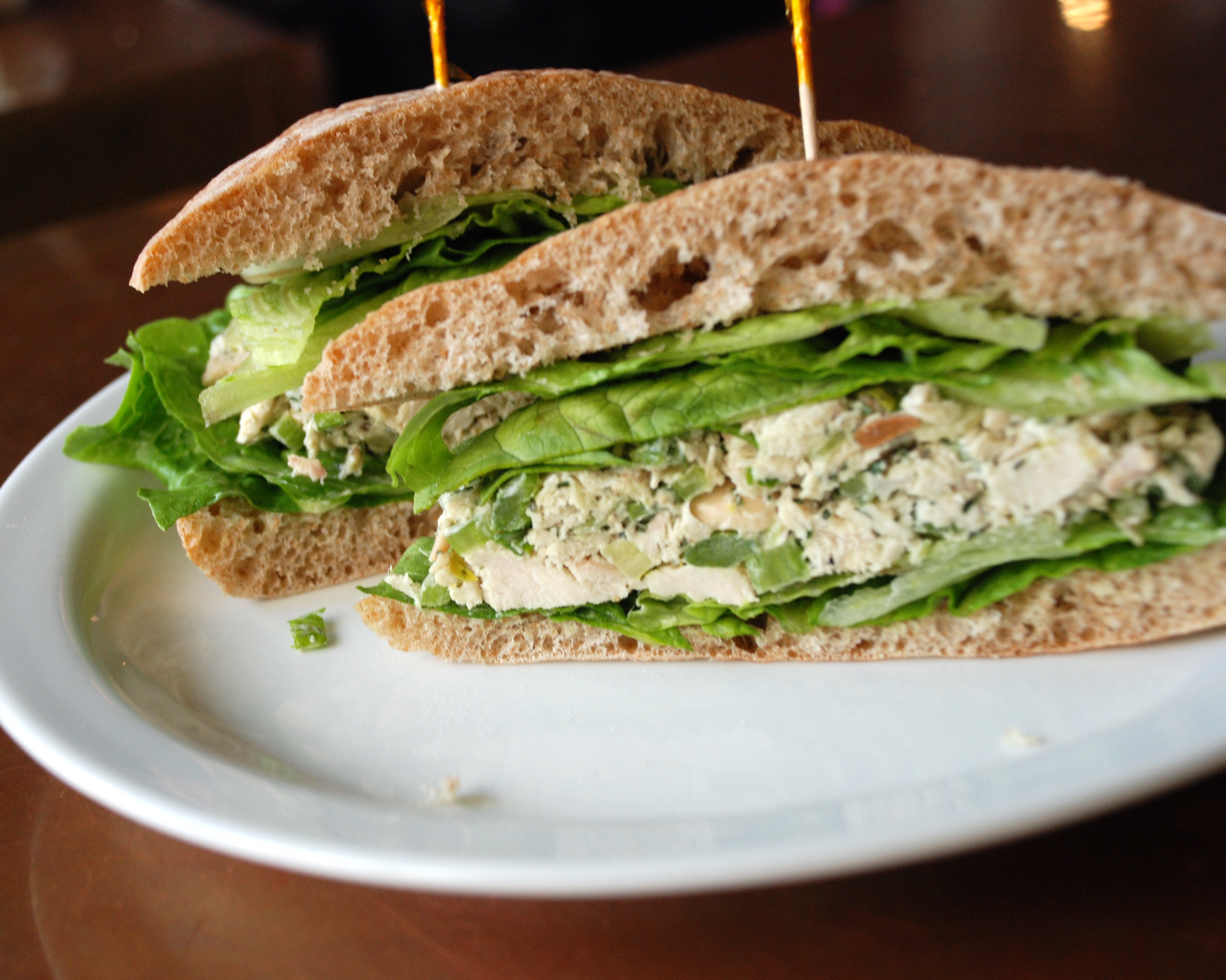
Un sándwich de ensalada de pollo, una forma común de consumir ensalada de pollo en los Estados Unidos.

La ensalada de pollo se encuentra entre los alimentos del 4 de Julio enumerados por The American System of Cookery (1847).
A pesar de su nombre, la ensalada de pollo china es una variante originaria de los Estados Unidos; su nombre se debe a utilizar ingredientes de la gastronomía china.

### Venezuela
La ensalada de gallina es una variante de la ensalada de pollo considerado un plato típico de Venezuela, que conforma el plato navideño venezolano.